# Websteria confervoides
Websteria confervoides là loài thực vật có hoa trong họ Cói. Loài này được (Poir.) S.S.Hooper miêu tả khoa học đầu tiên năm 1972.